# Aleix Comnè (protosebast)
Aleix Comnè, en grec medieval Ἀλέξιος Κομνηνός, (1135-1183), va ser un aristòcrata i cortesà de l'Imperi Romà d'Orient. Era fill d'Andrònic Comnè, un fill de Joan II Comnè, i nebot de l'emperador Manuel I Comnè. Va tenir els alts càrrecs de protoestrator (πρωτοστράτωρ), protosebast (πρωτοσέβαστος, el primer dels sebasts) i vestiaritai durant el regnat de Manuel I. Després de la mort de l'emperador el 1180, va guanyar els favors de l'emperadriu vídua Maria d'Antioquia, de la qual es va convertir en l'amant, i va ser pràcticament el que controlava l'imperi abans de ser enderrocat per Andrònic I Comnè el 1182.

## Orígens i ascensió en temps de Manuel I
Aleix era el segon fill mascle i l'últim dels cinc fills del sebastocràtor Andrònic Comnè, el segon fill de Joan II i la seva esposa Irene d'Hongria. El seu naixement va ser comentat pel poeta Teodor Pròdrom, que per l'ocasió va escriure un poema laudatori. Se situa el seu naixement per la Pasqua de l'any 1135 (o 1134 o 1136). De fet, tenia l'edat suficient per participar en una campanya als anys 1149-1150. El seu pare va morir l'agost de 1142 mentre estava en campanya amb el seu propi pare i els seus germans al sud d'Anatòlia. Andrònic va morir poc després que seu germà gran Aleix Comnè, probablement de la mateixa malaltia. Això va donar a Teodor Pròdrom una nova oportunitat per escriure un poema on afirmava que el jove Aleix Comnè era l'únic consol per a la seva mare dessolada.
Quan Joan II va morir el 1143, els seus dos fills supervivents eren Isaac Comnè i Manuel Comnè. Manuel era el més jove, però va ser el que es va convertir en emperador. Malgrat les seves protestes, Isaac mai no va amenaçar realment el lloc de Manuel. Irene d'Hongria, la mare d'Aleix, va ser empresonada i menystinguda a la cort, però els seus fills, sobretot Joan Ducas Comnè, van ser protegits. Cap al 1149 o 1150, el jove Aleix va haver de començar la seva formació militar i va acompanyar el seu oncle, l'emperador Manuel I, en diverses campanyes. No es coneixen detalls sobre l'inici de la seva promoció. Al voltant de 1153-1154, es va casar amb Maria Ducas, de la que no es coneix el seu origen. El matrimoni va tenir almenys quatre fills: Andrònic, Irene, i un fill i una filla dels quals no es coneixen les identitats.
La primera menció d'Aleix en un càrrec públic va ser durant el sínode que es va fer al Palau de Blaquernes, on és mencionat al costat del seu germà Joan, el 12 de maig de 1157. També van participar al sínode del març de 1166. En els dos casos, es menciona a Aleix sense donar-li cap títol. Al maig o juny de 1167, es va convertir en protoestrator, quan el seu antecessor, Joan Axuc, va ser desterrat. Tenia aquest rang durant el sínode del febrer de 1170, celebrat contra Joan Eirenikos. Durant aquest període (1167-1176), Aleix va caure greument malalt i la seva esposa va fer donació d'un vel ricament brodat a l'Església del Salvador, com ho testimonia un poeta desconegut que devia formar part de la cort imperial.
Com la majoria de l'aristocràcia romana d'Orient, va participar en la campanya que va portar a la batalla de Miriocèfal el setembre de 1176, en la qual l'exèrcit romà d'Orient va ser durament derrotat per l'Imperi Seljúcida. El seu germà Joan va ser una de les víctimes i Aleix va quedar com a l'últim fill viu d'un dels germans de Manuel. Per això se li van atorgar els títols de protosebast i protovestiari. Igual que Joan abans que ell, aquests títols li van permetre ascendir molt amunt en la jerarquia. Com a protosebast, era el membre més important de tots els sebasts, una dignitat creada per Aleix I Comnè per distingir els membres més eminents de la cort imperial, generalment familiars de l'emperador. Com a protovestiari, era el cap del vestuari imperial, càrrec que li atorgava importants funcions cerimonials i diplomàtiques. El seu antic lloc de protosebast va passar a un altre Aleix, fill d'Andrònic Comnè Vatatzes. Poc després de l'ascens a aquest càrrec, la seva esposa va morir i el seu fill Andrònic va resultar ferit mortalment al caure d'un cavall. El poeta Gregori Antioc va escriure un lament per aquesta mort.
A la primavera del 1178, Aleix es va dirigir amb una ambaixada a França. La seva primera missió consistia en organitzar el matrimoni de la seva cosina Eudòxia Comnena (filla del seu oncle patern Isaac Comnè) amb Ramon Berenguer IV de Provença, comte de Provença i germà del rei Alfons II d'Aragó. Aquest matrimoni finalment no es va celebrar a causa de l'oposició de l'emperador Frederic I del Sacre Imperi Romanogermànic i Eudòxia es va casar amb Guillem VIII de Montpeller. Més endavant, va anar a París per escortar Agnès de França i de Xampanya, filla de Lluís VII de França, fins a Constantinoble, on es va casar amb Aleix II Comnè, hereu de Manuel I. L'ambaixada va sortir de París durant la Pasqua de 1179 i va passar per Itàlia i finalment va arribar a Constantinoble, on Agnès i Aleix II Comnè es van casar.

## Pujada al poder
Quan Manuel I va morir el 24 de setembre de 1180, Aleix II només tenia onze anys i no tenia l'edat suficient per regnar. Manuel I no va preveure la possibilitat d'una regència i el poder va passar a mans de Maria Antioquia, la seva vídua. Encara que s'havia fet monja, l'emperadriu es va convertir immediatament en el centre d'atenció dels cortesans ambiciosos, buscant guanyar-se el seu afecte, i esperant conquerir el poder. Però Aleix Comnè va ser el guanyador d'aquesta competició i es va convertir de facto en cap de l'imperi. Al mateix temps, creixen rumors d'una relació més íntima entre Aleix i Maria d'Antioquia. Els cronistes contemporanis amb el fet, com Nicetes Coniata donen per cert el rumor, però el cronista del segle xiii Teodor Escutariota considera que no té fonament sòlid. Aleix tanmateix exerceix el poder totalment. Segons escriu Coniata, "confiat en el seu propi poder i en la seva gran influència sobre l'emperadriu", Aleix "va aconseguir l'emperador que promulgués un decret, segons el qual cap document signat per la seva mà no seria vigent sense haver estat examinat i validat per Aleix, per una nota escrita amb tinta de granota verda". D'aquesta manera, no es podia fer res sense el seu consentiment. A més, tots els ingressos es destinaven directament al protosebast i a la emperadriu vídua. Aviat van circular rumors sobre la suposada intenció del protosebast per desfer-se d'Aleix II per pujar al tron amb Maria d'Antioquia.
No se sap del cert si Aleix volia o no usurpar el tron, però el fet de concentrar el poder a les seves mans preocupava els membres de la família imperial, sobretot a la princesa porfirogènita Maria Comnena, filla de Manuel I. De fet, les seves relacions amb l'emperadriu ja eren difícils abans de la mort de Manuel. A més, segons Nicetes Coniata, el rumor que la seva sogra podria tenir relacions íntimes amb el protosebast Aleix augmentava la seva desconfiança. L'oposició es va començar a formar i a reunir-se al seu voltant, incloent-hi el seu marit, el cèsar Renyer de Montferrat, el fill il·legítim de Manuel el sebastocràtor Aleix Comnè, el protostrator Aleix Comnè, el patriarca de la ciutat, Joan Camater, Andrònic Lampardas, els cosins de Maria Joan i Manuel, fills del futur emperador Andrònic I Comnè i molts altres. Aquests aristòcrates estaven motivats per la seva exclusió del poder i l'apropiació de riqueses per part del protosebast. A més, tenien por de ser empresonats. Coniata, l'arquebisbe Eustaci de Tessalònica i Guillem de Tir, van denunciar que l'emperadriu i Aleix, sentint-se cada cop més impopulars, van decidir dirigir-se tant als residents llatins de Constantinoble com als mercenaris llatins. Això reforçava la política prollatina ja adoptada per Manuel. La intenció de l'aristocràcia era desafiar la preeminència d'Aleix que va acabar amb la seva influència sobre el govern de l'imperi, que tenien sota Manuel I.

## La Revolta de Maria Comnena
Segons Coniata, els conspiradors tenien previst matar Aleix quan ell i l'emperador visitaven Bathys Ryas, a les proximitats de Constantinoble, per assistir a les festes en honor del màrtir Teodor. Però un dels soldats va denunciar el pla i la majoria dels conspiradors van ser arrestats, jutjats per un tribunal dirigit pel dikaiodotes Teodor Pantecnes abans de ser empresonats als calabossos del Gran Palau. Andrònic Lampardas aconsegueix escapar mentre Maria Comnena i el seu marit es van refugiar a Santa Sofia, on van rebre el suport del patriarca Teodosi I de Constantinoble, però també de grn part de la població, que, emocionada, va tenir en compte els seus descendents imperials. Aquest suport es va veure reforçat per la generositat de Maria que va distribuir grans quantitats de diners a la multitud. Encantada per aquest suport popular, va refusar l'oferta d'amnistia d'Aleix. Va requerir la revisió del judici dels seus partidaris, i també la dimissió immediata del protosebast. Quan l'emperadriu i el protosebast van demanar a Aleix II que enviés una advertència a la seva germana sobre el risc de ser vençuda per la força, van persistir en les seves demandes. Tot i les objeccions del patriarca, Aleix Comnè va situar els seus partidaris a les portes de Santa Sofia. Segons Coniata, van aconseguir reclutar "italians ben armats i ibers valents que havien vingut de l'Orient per motius comercials". A aquests homes s'hi va afegir la multitud que demostrava públicament el seu suport a Maria Comnena, denunciant el protosebast i Maria d'Antioquia. El grup estava dirigit per tres capellans i, durant diversos dies, es van manifestar a les portes del Gran Palau mentre saquejaven diverses residències de la noblesa, inclosa la de Teodor Pantecnes.
La revolta va assolir el seu moment àlgid al cap de set dies, quan el protosebast va fer una crida a les tropes d'Àsia i Europa, dirigides per Sabattios l'Armeni. Els partidaris de la princesa Maria van organitzar barricades darrere de la plaça Augustaion, entre el Gran Palau i Santa Sofia, després de destruir els edificis adjacents. Les tropes imperials van sortir a l'alba, enfilant-se als terrats de l'Església de Sant Joan Teòleg abans d'aïllar els partidaris que s'havien fet forts a la resta de la ciutat. Després d'una lluita ferotge, els rebels es van haver de retirar a Milion i a l'església d'Aleix, a l'oest de la plaça. Els recolzaven els seus partidaris que llençaven projectils des de les galeries superiors de Santa Sofia que queien de nou a l'exonàrtex de la basílica, mentre les tropes imperials es mostraven reticents a seguir-los pels estrets passadissos de l'edifici. En aquell moment, el Cèsar Renyer va reunir 150 homes de la seva guàrdia personal i els servents de la seva dona i va fer un discurs on justificava la lluita i els va dirigir contra les forces imperials de l'Augustaion que es van retirar de manera precipitada i confusa. Segons escriu Coniata, "les tropes imperials ja no s'atrevien a entrar en aquest espai obert i van preferir utilitzar projectils". Renyer va tornar a la basílica quan va caure la nit i la situació es va mantenir bloquejada. Tanmateix, aviat es va produir el punt d'inflexió de la revolta. El patriarca es va dirigir a Maria d'Antioquia per acabar amb els combats. Com a resposta, es va enviar a Renyer i Maria Comnena una delegació dels més alts aristòcrates, dirigits pel megaduc Andrònic Contostèfanos i el gran Hetairea Joan Ducas Camater. Allà, van prometre sota jurament, que no els faran cap mal. No es privaria a Aleix Comnè de cap dels seus títols i privilegis i es garantia una amnistia completa als seus seguidors. Els dos grups combatents van decidir de dispersar les seves forces mentre Maria i el seu marit tornaven al Gran Palau per trobar-se amb Maria d'Antioquia i Aleix per confirmar el final de les hostilitats. La data d'aquesta insurrecció és incerta, i se situa tant al 1181 com al 1182.

## Caiguda
Malgrat el fracàs de la revolta de Maria Comnena, Aleix Comnè es va debilitar. Per una banda, l'ús de la força contra els habitants de la ciutat, fins i tot quan es van refugiar a les esglésies, va convertir-lo en molt impopular. D'altra banda, l'amnistia oferida a Maria i als seus partidaris reforçava la imatge d'un règim afeblit. A més, Aleix va atacar al patriarca Teodosi I de Constantinoble que havia donat suport i protegit els rebels, i el va confinar al Monestir de Crist Omnivident i no li va treure el títol de patriarca només per la intervenció de l'emperadriu regent i d'altres membres de la família imperial. Quan Teodosi va tornar a Constantinoble, va ser aclamat per la multitud, cosa que constituïa una desautorització per a Aleix.
Al mateix temps, Andrònic I Comnè, cosí de l'emperador Manuel, seguia atentament els esdeveniments des de la Regió del Pont on era governador. Els seus fills Manuel i Joan havien donat suport a Maria i els líders de la conspiració van contactar amb ell. Va enviar diverses cartes al jove Aleix II i al patriarca Teodosi I per advertir-los contra la possibilitat d'una usurpació del tron per part d'Aleix Comnè i per criticar les relacions que manté amb l'emperadriu regent. Andrònic I Comnè deia que estava obligat per un jurament fet a l'emperador Manuel, i volia defensar els drets al tron del seu fill Aleix II, cosa evidentment falsa, ja que havia trencat diverses vegades tal jurament en el passat conspirant i oposant-se a Manuel. Un cop acabada la rebel·lió, Maria i Andrònic I es van reunir a Sinope per intercanviar informació i on Maria va instar Andrònic a fer-se càrrec de l'imperi. A la tardor de 1181, Andrònic va iniciar la marxa cap a la capital, primer lentament per donar la impressió que tenia un exèrcit fort i voluminós, però també per donar-se temps per crear un corrent d'opinió favorable. A l'Àsia Menor, va fer front a Joan Ducas a la ciutat de Nicea, mentre que el tema de Tràcia, liderat pel Gran Domèstic Joan Comnè Vatatzes, rebutjava la seva reivindicació al tron. Nicetes Coniata culpa a Aleix Comnè de no actuar davant l'avenç de la revolta encara que va buscar fórmules per negociar, però els historiadors moderns suavitzen aquestes crítiques.
Aleix va reaccionar i va enviar un exèrcit comandat per Andrònic Àngel, que va ser derrotat prop de Nicomèdia per una força que Coniata descriu formada per camperols no aptes per a la guerra recolzats per un contingent de soldats de Paflagònia. Després de retirar-se, Andrònic Àngel es va enfrontar a les acusacions de sostreure les nòmines dels soldats, i va pensar per aquesta acusació que el feien simpatitzant d'Andrònic Comnè. Es va fer fort a casa seva amb la seva família abans de fugir de Constantinoble per unir-se a Andrònic a Bitínia. Andrònic Comnè tenia un contingent poderós a favor seu i es va dirigir cap a Calcedònia, ciutat situada davant de Constantinoble. Allà, va ser bloquejat per la marina imperial, que es mantenia fidel a l'emperador i li va prohibir travessar el Bòsfor. Aleix no va dubtar a incorporar a la seva flota contingents de llatins per reforçar la seva posició abans d'enviar al patriarca Jordi II Xifilí a iniciar converses de pau. però Jordi Xifilí es va posar al costat d'Andrònic, que va rebutjar les ofertes d'Aleix, exigint la seva retirada i també la de l'emperadriu vídua. L'almirall Andrònic Contostéfanos es va unir a Andrònic amb naus que portaven tripulacions romanes d'Orient.
La situació es va tornar crítica per al protosebast. Els partidaris d'Andrònic Comnè es van començar a manifestar a la capital, i van travessar el Bòsfor per unir-se a Andrònic. Aleix continuava tenint com a ostatge els fills d'Andrònic, però molt poca influència en els esdeveniments, i va caure en un gran desànim. A finals d'abril, va esclatar una revolta a Constantinoble i es van obrir les portes de les presons, cosa que va permetre escapar als opositors empresonats. Aleix i els seus partidaris, desconcertats, van ser capturats i tancats a la presó. Durant la nit, Aleix Comnè va ser conduit al palau del patriarca on va ser torturat i privat del son, malgrat les protestes del patriarca Teodosi. Pocs dies després, se'l va lligar darrere d'un cavall passejant-lo per la ciutat on els habitants en van fer burla, i després va ser exiliat a Calcedònia. Andrònic II va manar que ingresses en un monestir, una pràctica habitual a l'Imperi Romà d'Orient per deslegitimar les pretensions de poder d'un individu. El cronista llatí Guillem de Tir diu que va ser castrat com a càstig per la seva relació amb l'emperadriu, però cap altra font no confirma aquest fet. Es desconeix la seva sort posterior i la dels seus fills.